# Жика Миленковић (музичар)
Живорад Жика Миленковић (Београд, 18. јануар 1958) југословенски и српски је гласовни глумац, певач, гитариста и текстописац, члан Бајаге и Инструктора и један од оснивача бенда Бабе.

## Биографија и каријера
Рођен је 18. јануара 1958. године у Београду. Завршио је Факултет примењених уметности Универзитета уметности у Београду.
До петнаесте године живео је на Звездари, а након тога се преселио у Блок 45. Музичку каријеру започео је средином седамдесетих година као певач у бенду Офи, који је водио Тома Стојковић Офингер, где је упознао Момчила Бајагића Бајагу. Након тога, Миленковић је са пријатељима из Блока 45 основао групу Мачори, који је правио музику под утицајем тадашњих новоталасних и панк музичара. Током три године постојања бенда, укупно су имали око 200 наступа. У периоду од пет година, од краја седамдесетих до средине осамдесетих година глумио је у аматерском позоришту Театар Лево.
Гитариста је групе Бајага и Инструктори, а поред Момчила Бајагића истакао се и као певач групе. Заједно са Бајагом написао је песму Француска љубавна револуција и многе друге. Током паузе рада групе, заједно са вокалистом и бубњарем Гораном Чавајдом (Електрични оргазам) и гитаристом Зораном Илићем Илкетом (Рибља Чорба) основао је групу Бабе 1993. године. Духовити текстови Миленковића и сценски наступ заснован на дугогодишњим искуством у аматерском позоришту Лево, убрзо је постао заштитни знак бенда Бабе.
Написао је музику за филм Не волим зиму, а појавио се у телевизијској серији Вуков Видео Буквар из 1992. године. Заједно са Гораном Чавајдом радио је музику за представу Зиги звездана прашина, коју је режирао Милорад Милинковић, а представа је изведена 8. јануара 1995. године у Битеф театру. Чланови бенда радили су на преводима песама Five Years и Rock 'n' Roll Suicide и изводили их. Као певач, заједно са члановима групе Бабе појавио се у филму Два сата квалитетног ТВ програма.
Бавио се и синхронизацијом цртаних филмова за телевизију Б92, Хепи ТВ и студије Имаго продукција, Синкер медија, Соло и Ливада Београд.